# Claude François
Claude Antoine Marie François znany jako Cloclo, (ur. 1 lutego 1939 w Ismailii, zm. 11 marca 1978 w Paryżu) – francuski wokalista, kompozytor, multiinstrumentalista (bębny, perkusja, skrzypce) i tancerz.

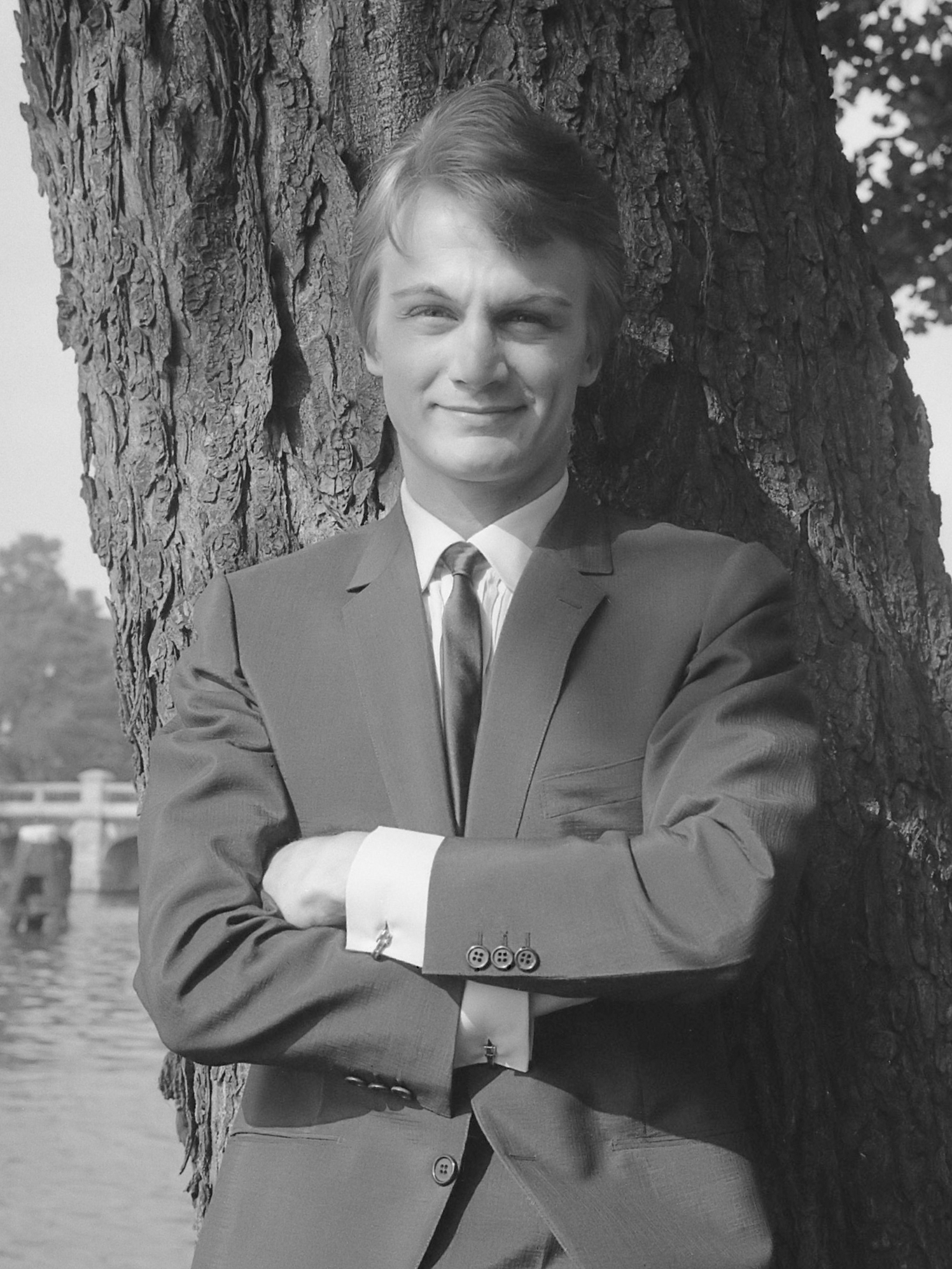
Claude François w 1965

W latach 60. i 70. XX wieku był popularnym piosenkarzem francuskim. Jego piosenka Comme d'habitude, której był współautorem, w pierwotnej wersji nie odniosła większego sukcesu. W 1968 roku prawa do tego utworu nabył Paul Anka i napisał tekst angielski, tworząc My Way. Jej pierwszym i najbardziej znanym wykonawcą był Frank Sinatra. Oprócz P. Anki i F. Sinatry także Elvis Presley wykonał My Way na transmitowanym przez satelitę koncercie na Hawajach w 1973 roku. Wykonywali ją także m.in. Sid Vicious, Michel Sardou, a w 1977 roku po tym, jak już była światowym hitem, powrócił do niej Claude François. Innymi jego piosenkami są Alexandrie, Alexandra i Cette année-là.
Zginął 11 marca 1978, w wieku 39 lat, wskutek porażenia prądem w paryskim mieszkaniu, kiedy w trakcie kąpieli, stojąc w napełnionej wodą wannie, próbował dokręcić żarówkę.
11 marca 2000, w 22 rocznicę śmierci artysty, nazwano jego imieniem plac (place Claude-Francois) w Paryżu, niedaleko domu, w którym mieszkał.

## Albumy
- 1963: Claude François - Novembre 1963 (33 tours Philips 77 975) - Si J'Avais Un Marteau[1]
- 1964: Claude François - Decembre 1964 (33 tours Philips 77 818) - Paris le 24 septembre 1964 À L' Olympia[2]
- 1964: Claude François - Juin 1964 (33 tours Philips 77 729 L) - N° 3[3]
- 1965: Claude François - Decembre 1965 (33 tours Philips 77 744) - N° 4[4]
- 1966: Claude François - Decembre 1966 (33 tours Philips 844 777)
- 1967: Claude François - Janvier 1967 (33 tours Philips 70 386) - N° 5[5]
- 1967: Claude François - Decembre 1967 (33 tours Philips Fleche 844 800) - Comme D' Habitude[6]
- 1968: Claude François - Decembre 1968 (33 tours Philips Fleche 844 801) - Eloïse[7]
- 1969: Claude François - Juillet 1969 (33 tours Philips Fleche 844 802) - Un Monde De Musique[8]
- 1969: Claude François - Novembre 1969 (33 tours Philips Fleche 844 803) - Menteur Ou Cruel[9]
- 1969: Claude François - Decembre 1969 (33 tours Philips Fleche 844 804) - A L'Olympia[10]
- 1969: Claude François - Claude & Les Clodettes 1969 (33 tours Disques Fleche Flc Lp 50001)[11]
- 1970: Claude François - Novembre 1970 (33 tours Philips Fleche 6450 500) - Le Monde Extraordinaire De Claude François[12]
- 1970: Claude François - Decembre 1970 (33 tours Philips Fleche 6450 600)[13]
- 1971: Claude François - Juin 1971 (33 tours Fleche 6442 001) - C'Est La Même Chanson[14]
- 1971: Claude François - Novembre 1971 (33 tours Fleche 6442 003) - Il Fait Beau, Il Fait Bon[15]
- 1972: Claude François - Juin 1972 (33 tours Fleche 6450 501)[16]
- 1972: Claude François - Decembre 1972 (33 tours Fleche 6450 502) - Le Lundi Au Soleil[17]
- 1973: Claude François - Juin 1973 (33 tours Fleche 6450 504) - Je Viens Diner Ce Soir[18]
- 1973: Claude François - Decembre 1973 (33 tours Fleche 6325 675) - Chanson Populaire...[19]
- 1974: Claude François - Avril 1974 (33 tours Fleche 6325 677) - Sur Scène Live Paris 1974[20]
- 1974: Claude François - Juillet 1974 (33 tours Fleche 6325 678) - Le Mal Aimé[21]
- 1975: Claude François - Juin 1975 (33 tours Fleche 6325 681) - Toi Et Moi Contre Le Monde Entier[22]
- 1975: Claude François - Octobre 1975 ( 33 tours Fleche 6325 683 ) Claude Francois Sur Scène Eté 75[23]
- 1975: Claude François - Decembre 1975 (33 tours Fleche 6325 684) - Pourquoi Pleurer (sur Un Succès D'été) - 17 Ans[24]
- 1976: Claude François - Avril 1976 (33 tours Fleche 9101 925) - Pour Les Jeunes De 8 à 88 Ans[25]
- 1976: Claude François - Decembre 1976 (33 tours Fleche 9101 928)[26]
- 1977: Claude François - His Hits In English 1977 (33 tours EMI EMC 3189)[27]
- 1977: Claude François - Juin 1977 (33 tours Fleche Carrere 67 179) - C'est Comme Ça Que L'on S'est Aimé[28]
- 1977: Claude François - Decembre 1977 (33 tours Fleche Carrere 67 215) - Magnolias For Ever[29]
- 2012: Génération Cloclo
- 2012: 30 ans – Édition aniversaire

## Single
- "Nabout Twist" (Claude François)
- "Belles! Belles! Belles!" ("Made to Love", Phil Everly/Claude François/Vline Buggy)
- "Pauvre petite fille riche" (Hubert Giraud/Claude François/Vline Buggy)
- "Si j'avais un marteau" ("If I Had a Hammer", Lee Hays/Pete Seeger/Claude François/Vline Buggy)
- "J'y pense et puis j'oublie" ("It Comes and Goes", Bill Anderson/Claude François)
- "Donna Donna" (Sholom Secunda/Claude François/Vline Buggy)
- "Je sais" (Claude François/Gérard Gustin/Vline Buggy)
- "Quand un bateau passe" ("Trains and Boats and Planes", Burt Bacharach/Hal David/Claude François/Vline Buggy)
- "Même si tu revenais" (Bernard Kesslair/Claude François/Jacques Chaumelle)
- "Mais combien de temps" (Claude François/Vline Buggy)
- "Reviens-moi vite" (Claude François)
- "J'attendrai" ("Reach Out I'll Be There", Holland–Dozier–Holland/Claude François/Vline Buggy)
- "Mais quand le matin" (Eric Charden/Claude François/Gilles Thibaut)
- "Comme d'habitude" (Jacques Revaux/Claude François/Gilles Thibaut)
- "Pardon" (Jean Renard/Claude François/Gilles Thibaut)
- "Aussi loin" (Reg Guest/Claude François/Gilles Thibaut)
- "Avec la tête, Avec le cœur" (Claude François/Jean-Pierre Bourtayre/Yves Dessca/Vline Buggy)
- "Reste" ("Beggin'", Bob Gaudio/Peggy Farina/Jacques Plante)
- "Dans les orphelinats" (Claude François/Gilles Thibaut)
- "Un monde de musique" (Claude François/Ralph Bernet)
- "Une petite fille aux yeux rouges" (Jean-Pierre Bourtayre/Claude François/Vline Buggy)
- "Un jour ou l'autre" (Claude François/Jacques Plante)
- "Cherche" ("Show Me", Joe Tex Claude François)
- "Mon cœur est une maison vide" (Claude François/Jean-Pierre Bourtayre/Yves Dessca/Vline Buggy)
- "Tout éclate tout explose" ("Love Explosion", George Harrison/George Kerr/Jacques Plante)
- "C'est de l'eau, c'est du vent" (Alice Dona/Pierre Delanoë)
- "Le monde est grand, les gens sont beaux" ("Beautiful World, Beautiful People", Jimmy Cliff/Eddy Marnay)
- "Si douce à mon souvenir" ("Gentle On My Mind", John Hartford/Claude François/Colette Rivat)
- "Parce que je t'aime mon enfant" (Claude François/Jean-Pierre Bourtayre/Yves Dessca)
- "C'est la même chanson" ("It's the Same Old Song", Holland–Dozier–Holland/Claude François/Colette Rivat)
- "Et pourtant le temps passe" (Claude François/Paul Sebastian/Lana Sebastian/Michaële)
- "Je vais mieux" (Claude François)
- "Bye bye petite Julie" (Claude François)
- "Plus rien qu'une adresse en commun" (Alain Chamfort/Yves Dessca)
- "Il fait beau, il fait bon" (Roger Greenaway/Roger Cook/Eddy Marnay)
- "Seule une romance" (Claude François/Eddy Marnay)
- "Y'a le printemps qui chante (Viens à la maison)" (Claude François/Jean-Pierre Bourtayre/Jean-Michel Rivat/Franck Thomas)
- "En attendant" (Claude François/Michèle Vendôme)
- "Le Lundi au soleil" (Patrick Juvet/Jean-Michel Rivat/Franck Thomas)
- "Belinda" ("Miss Belinda", Des Parton/Eddy Marnay)
- "Je viens dîner ce soir" (Paul Sebastian/Lana Sebastian/Michaële)
- "Je t'embrasse" (Claude François/Jean-Pierre Bourtayre/Yves Dessca/Jean-Michel Rivat)
- "À part ça la vie est belle" ("By the Devil I Was Tempted", Doug Flett/Guy Fletcher/ Eddy Marnay)
- "Sha la la (Hier est près de moi)" ("Yesterday Once More", Richard Carpenter/Eddy Marnay)
- "Chanson populaire" (Jean-Pierre Bourtayre/Nicolas Skorsky/Claude François)
- "Le mal aimé" (Terry Dempsey/Eddy Marnay)
- "La musique américaine" (Claude François/Jean-Pierre Bourtayre/Jean-Michel Rivat)
- "Le téléphone pleure" (Claude François /Jean-Pierre Bourtayre/Franck Thomas)
- "Toi et moi contre le monde entier" (Claude François/Jean-Pierre Bourtayre/Eddy Marnay)
- "Soudain il ne reste qu'une chanson" ("I'll Be Around", Thom Bell/Philip Hurtt/Jean-Michel Rivat)
- "Le chanteur malheureux" (Jean-Pierre Bourtayre/Martial Carceles/Jean-Michel Rivat/Michel Renard)
- "Joue quelque chose de simple" (Claude François/Jean-Pierre Bourtayre/Jean-Michel Rivat)
- "Le spectacle est terminé" (Claude François/Jean-Pierre Bourtayre/Eddy Marnay)
- "Pourquoi pleurer (sur un succès d'été)" ("Please Mr. Please", Bruce Welch/John Rostill/Franck Thomas)
- "17 ans" ("At Seventeen", Janis Ian/Franck Thomas)
- "Une chanson française" (Claude François/Jean-Pierre Bourtayre/Nicolas Skorsky)
- "Sale bonhomme" ("Nasty Dan", Jeff Moss/Eddy Marnay)
- "Dors petit homme (La chèvre grise)" (Claude François/Eddy Marnay)
- "Cette année-là" ("December, 1963 (Oh, What a Night)", Bob Gaudio/Eddy Marnay)
- "La solitude c'est après" (André Popp/Gilbert Sinoué)
- "Le vagabond" (Cyril Assous/Eddy Marnay)
- "Danse ma vie" (Claude François /Jean-Pierre Bourtayre/Pierre Delanoë)
- "Quelquefois" (Duet with Martine Clemenceau) (Claude François/Jean-Pierre Bourtayre/Vline Buggy)
- "Je vais à Rio" ("I Go to Rio", Peter Allen/Eddy Marnay)
- "Les anges, les roses et la pluie" (Claude François/Jean-Pierre Bourtayre/Vline Buggy)
- "Toi et le soleil" ("I Can See Clearly Now", Johnny Nash/Eddy Marnay)
- "C'est comme ça que l'on s'est aimé" (Duet with Kathalyn Jones) (Claude François/Jean-Pierre Bourtayre/Vline Buggy)
- "Écoute ma chanson" (Toto Cutugno/Claude François/Yves Dessca)
- "Et je t'aime tellement" ("And I Love You So", Don McLean/Claude François)
- "Magnolias for Ever" (Claude François /Jean-Pierre Bourtayre/Étienne Roda-Gil)
- "Alexandrie Alexandra" (Claude François/Jean-Pierre Bourtayre/Etienne Roda-Gill)

## Angielskie single
- "Go Where the Sun Is Brighter" ("Viens à la maison", English lyrics by Norman Newell)
- "Monday Morning Again" ("Le lundi au soleil", English lyrics by Norman Newell)
- "Love Will Call the Tune" ("Chanson populaire", English lyrics by Norman Newell)
- "Hello Happiness" (original song by The Drifters, lyrics by Les Reed and Roger Greenaway)
- "Tears on the Telephone" ("Le Téléphone pleure")
- "I Know" ("Je sais", English lyrics by Norman Newell)
- "You Are" ("Une chanson française", English lyrics by Norman Newell)
- "My Boy" ("Parce que je t'aime, mon enfant", English lyrics by Phil Coulter & Bill Martin)
- "My World of Music" ("Un monde de musique", English lyrics by Norman Newell)
- "Crying in His Heart" ("Avec le cœur, avec la tête", English lyrics by Norman Newell)
- "My Way" ("Comme d'habitude", English lyrics by Paul Anka)
- "I Believe in Father Christmas" (original song by Greg Lake)
- "Stop, Stop, Stop"
- "Keep on Driving"